# لکین
لکین (به ترکی آذربایجانی: Ləkin) یک منطقه مسکونی در جمهوری آذربایجان است که در شهرستان جلیل‌آباد واقع شده است. لکین ۱۶۶۵ نفر جمعیت دارد.